# Hometown Cha-Cha-Cha
Hometown Cha-Cha-Cha (hangul: 갯마을 차차차; rr: Gaenmaeul Chachacha) é uma telenovela sul-coreana exibida pela tvN de 28 de agosto a 17 de outubro de 2021, estrelada por Shin Min-a, Kim Seon-ho e Lee Sang-yi. É baseado no filme sul-coreano de 2004 Mr. Hong. A novela também está disponível para telespectadores internacionais via Netflix.
A novela foi um sucesso comercial e se tornou uma das novelas de maior audiência na história da televisão por assinatura coreana.

## Enredo
Yoon Hye-jin (Shin Min-a) é uma dentista bonita e inteligente que mora em uma cidade grande e perde o emprego depois de acusar o dentista-chefe da clínica de tratar os pacientes visando apenas ao lucro. Ela embarca em uma jornada para uma bela vila à beira-mar em Gongjin, onde conhece Hong Du-sik (Kim Seon-ho). Du-sik é muito conceituado na aldeia porque cuida dos mais velhos e não se intimida com qualquer biscate. Coincidentemente, os caminhos das duas pessoas se chocam algumas vezes e eles começam a gostar um do outro, enquanto Du-sik constantemente ajuda Hye-jin a se safar.

## Elenco

### Elenco principal
- Shin Min-a como Yoon Hye-jin
  - Shim Hye-yeon como Yoon Hye-jin (filha)
  - Oh Ye-joo como Yoon Hye-jin (adolescente)
- Kim Seon-ho como Hong Du-sik
  - Song Min-jae como Hong Du-sik (filho)
  - An Seong-won como Hong Du-sik (pré-adolescente)
  - Moon Sung-hyun como Hong Du-sik (filho)
- Lee Sang-yi como Ji Seong-hyun

### Elenco de apoio

#### Pessoas ao redor de Hye-jin
- Gong Min-jeung como Pyo Mi-seon
- Seo Sang-won como Yoon Tae-hwa
- Woo Mi-hwa como Lee Myung-shin

#### Pessoas ao redor de Seong-hyun
- Park Ye-young como Wang Ji-won
- Lee Seok-hyung como Kim Do-ha
- Byun Sung-tae como Jun
- Baek Seung como In-woo

#### Residentes em Gongjin
- Kim Young-ok como Kim Gam-ri
- Lee Yong-yi como Lee Mat-yi
- Shin Shin-ae como Park Sook-ja
- Jo Han-cheol como Oh Cheon-jae
- Lee Bong-ryun como Yeo Hwa-jung
- In Gyo-jin como Jang Young-guk
- Hong Ji-hee como Yoo Cho-hee
- Cha Chung-hwa como Jo Nam-sook
- Yoon Seok-hyun como Choi Geum-chul
- Kim Joo-yeon como Ham Yun-kyung
- Kang Hyung-seok como Choi Eun-chul
- Kim Seong-beom como Ban Yong-hun
- Kim Min-seo como Oh Ju-ri
- Ki Eun-yoo como Jang Yi-jun
- Go Do-yeon como Choi Bo-ra

### Participações especiais
- Lee Jung-eun como paciente de Hye-jin
- Bae Hae-sun como médico-chefe da antiga clínica odontológica de Hye-jin
- Lee Jin-hee como mãe de Hye-jin
- Lee Ho-jae como avô de Du-sik
- Lee Si-hoon como Myung-hak

## Trilha sonora

### Parte 1
| Lançado em 5 de setembro de 2021 |                                   |                 |         |  |
| N.º                              | Título                            | Artista         | Duração |  |
| 1.                               | "Romantic Sunday" (로맨틱 선데이) | Car, the Garden | 3:50    |  |
| 2.                               | "Romantic Sunday" (Inst.)         |                 | 3:50    |  |
| Duração total:                   | Duração total:                    | Duração total:  | 7:40    |  |

### Parte 2
| Lançado em 12 de setembro de 2021 |                                     |                |         |  |
| N.º                               | Título                              | Artista        | Duração |  |
| 1.                                | "One Sunny Day" (어느 햇살 좋은 날) | Kassy          | 3:56    |  |
| 2.                                | "One Sunny Day" (Inst.)             |                | 3:56    |  |
| Duração total:                    | Duração total:                      | Duração total: | 7:52    |  |

### Parte 3
| Lançado em 19 de setembro de 2021 |                      |                |         |  |
| N.º                               | Título               | Artista        | Duração |  |
| 1.                                | "My Romance"         | CHEEZE         | 2:53    |  |
| 2.                                | "My Romance" (Inst.) |                | 2:53    |  |
| Duração total:                    | Duração total:       | Duração total: | 5:46    |  |

### Parte 4
| Lançado em 25 de setembro de 2021 |                |                |         |  |
| N.º                               | Título         | Artista        | Duração |  |
| 1.                                | "Wish" (바람)  | Choi Yu-ree    | 3:57    |  |
| 2.                                | "Wish" (Inst.) |                | 3:57    |  |
| Duração total:                    | Duração total: | Duração total: | 7:54    |  |

### Parte 5
| Lançado em 26 de setembro de 2021 |                              |                |         |  |
| N.º                               | Título                       | Artista        | Duração |  |
| 1.                                | "Be the Light" (빛이 되어줘) | Kim Jae-hwan   | 3:54    |  |
| 2.                                | "Be the Light" (Inst.)       |                | 3:54    |  |
| Duração total:                    | Duração total:               | Duração total: | 7:58    |  |

### Parte 6
| Lançado em 3 de outubro de 2021 |                                                                               |                |         |  |
| N.º                             | Título                                                                        | Artista        | Duração |  |
| 1.                              | "The Image of You (Remains in My Memory)" (내 기억 속에 남아있는 그대 모습은) | Sandeul        | 3:10    |  |
| 2.                              | "The Image of You (Remains in My Memory)" (Inst.)                             |                | 3:10    |  |
| Duração total:                  | Duração total:                                                                | Duração total: | 6:20    |  |

### Parte 7
| Lançado em 10 de outubro de 2021 |                       |                |         |  |
| N.º                              | Título                | Artista        | Duração |  |
| 1.                               | "Here Always"         | Seungmin       | 4:15    |  |
| 2.                               | "Here Always" (Inst.) |                | 4:15    |  |
| Duração total:                   | Duração total:        | Duração total: | 8:30    |  |

### Parte 8
| Lançado em 17 de outubro de 2021 |                                           |                |         |  |
| N.º                              | Título                                    | Artista        | Duração |  |
| 1.                               | "I Hope You're Happy" (행복했으면 좋겠어) | Lee Sang-yi    | 3:18    |  |
| 2.                               | "I Hope You're Happy" (Inst.)             |                | 3:18    |  |
| Duração total:                   | Duração total:                            | Duração total: | 6:36    |  |

## Classificação
| Episódio | Data de transmissão original | Participação média do público (Nielsen Korea) | Participação média do público (Nielsen Korea) |
| Episódio | Data de transmissão original | Em todo o país                                | Seul                                          |
| --- | ---------------------------- | --------------------------------------------- | --------------------------------------------- |
| 1 | 28 de agosto de 2021         | 6,821%                                        | 6,821%                                        |
| 2 | 29 de agosto de 2021         | 6,666%                                        | 6,687%                                        |
| 3 | 4 de setembro de 2021        | 8,733%                                        | 9,002%                                        |
| 4 | 5 de setembro de 2021        | 8,742%                                        | 9,319%                                        |
| 5 | 11 de setembro de 2021       | 9,996%                                        | 10,940%                                       |
| 6 | 12 de setembro de 2021       | 10,270%                                       | 11,038%                                       |
| 7 | 18 de setembro de 2021       | 9,102%                                        | 9,328%                                        |
| 8 | 19 de setembro de 2021       | 8,145%                                        | 8,472%                                        |
| 9 | 25 de setembro de 2021       | 9,067%                                        | 9,948%                                        |
| 10 | 26 de setembro de 2021       | 11,397%                                       | 12,432%                                       |
| 11 | 2 de outubro de 2021         | 9,299%                                        | 9,935%                                        |
| 12 | 3 de outubro de 2021         | 10,723%                                       | 11,649%                                       |
| 13 | 9 de outubro de 2021         | 9,171%                                        | 9,396%                                        |
| 14 | 10 de outubro de 2021        | 11,643%                                       | 12,477%                                       |
| 15 | 16 de outubro de 2021        | 10,347%                                       | 10,535%                                       |
| 16 | 17 de outubro de 2021        | 12,665%                                       | 13,322%                                       |
| Média | Média                        | 9,549%                                        | 10,081%                                       |
| - Os números azuis representam as audiências mais baixas e os números vermelhos representam as audiências mais elevadas. - Este drama foi exibido por um canal de televisão por assinatura, que normalmente tem um público relativamente menor em comparação com as emissoras de televisão abertas (KBS, SBS, MBC e EBS). |                              |                                               |                                               |